# Slaggtegel

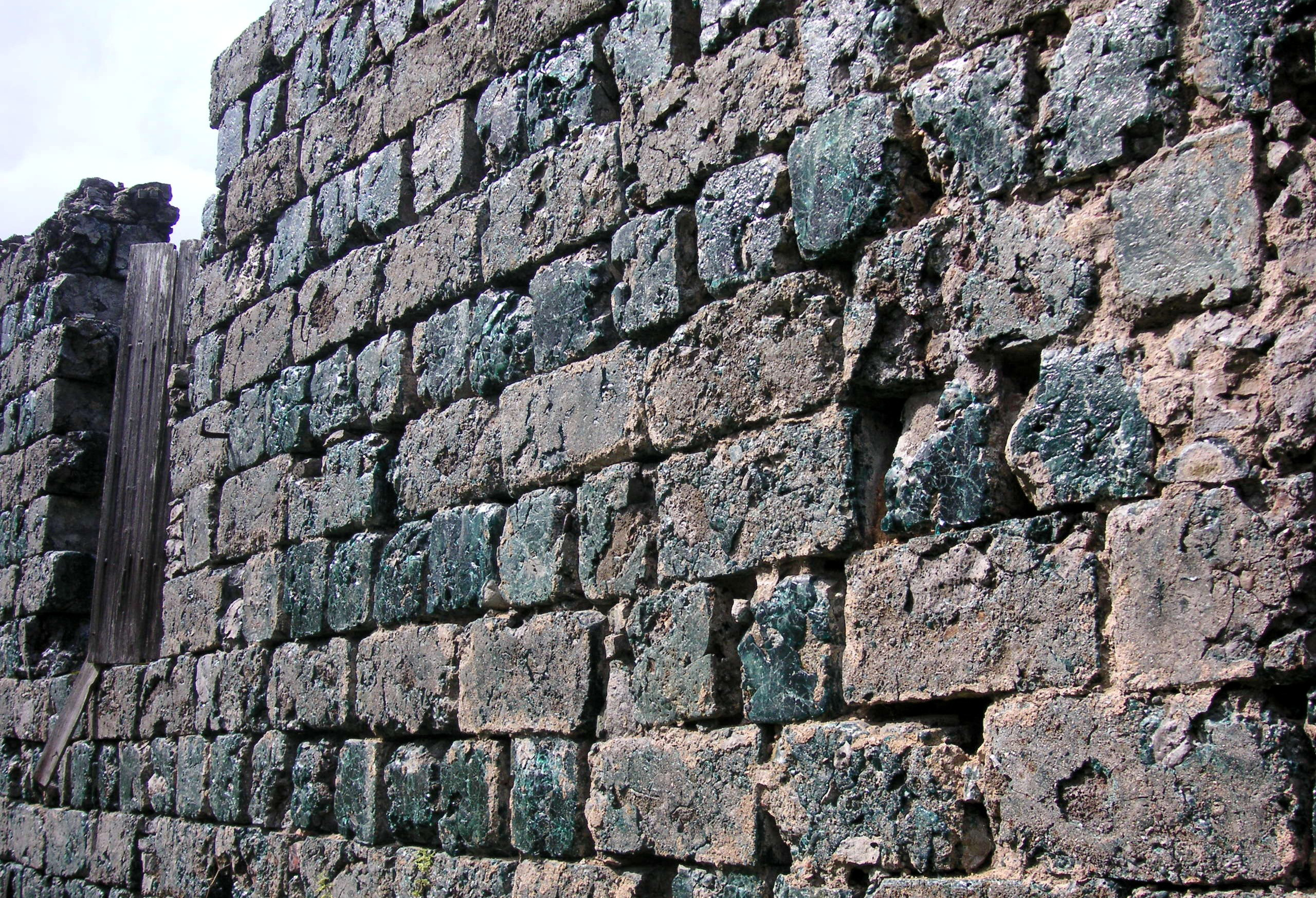
Vägg murad med slaggtegel, Laxsjön, Södra Dalarna.

Slaggtegel är ett tegelliknande byggnadsmaterial som förr göts av slagg från järnframställning. Slagget som rann ur ugnen ner i tackjärnsformar av lämplig storlek och form, stelnade och blev ett starkt och billigt byggnadsmaterial. Teglet var mycket vanligt i grundmurar, framförallt i Bergslagen.
Idén kom på 1700-talet från England, och introducerades av slottsbyggmästaren Clas Eliander 1748. Uppfinningar och upptäckter av detta slag hamnade snabbt i god jordmån i nyttotänkandets era. Den främsta anledningen till att det tunga materialet accepterades som byggelement var att timret behövdes för tillverkning av träkol för masugnarna.
Produktionen av slaggtegel pågick fram till mitten av 1900-talet. Då hade kokset i stor utsträckning ersatt träkolsbränslet i masugnarna. Slaggen blev därmed mer basisk, och lämpade sig inte längre att gjuta – den sprack när den stelnade.

## Exempel på slaggtegel

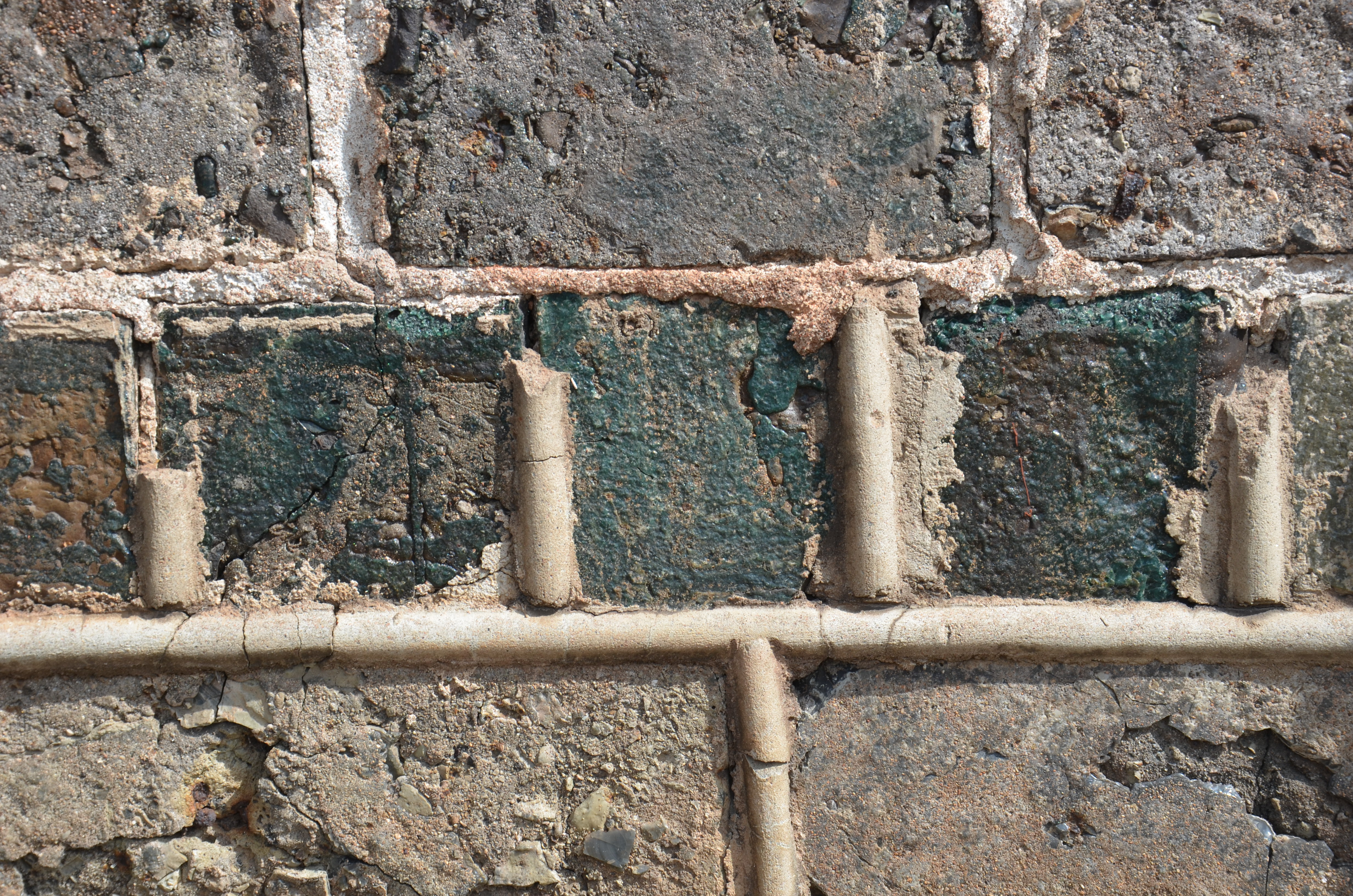
Gröndalslaven i Klackberg.
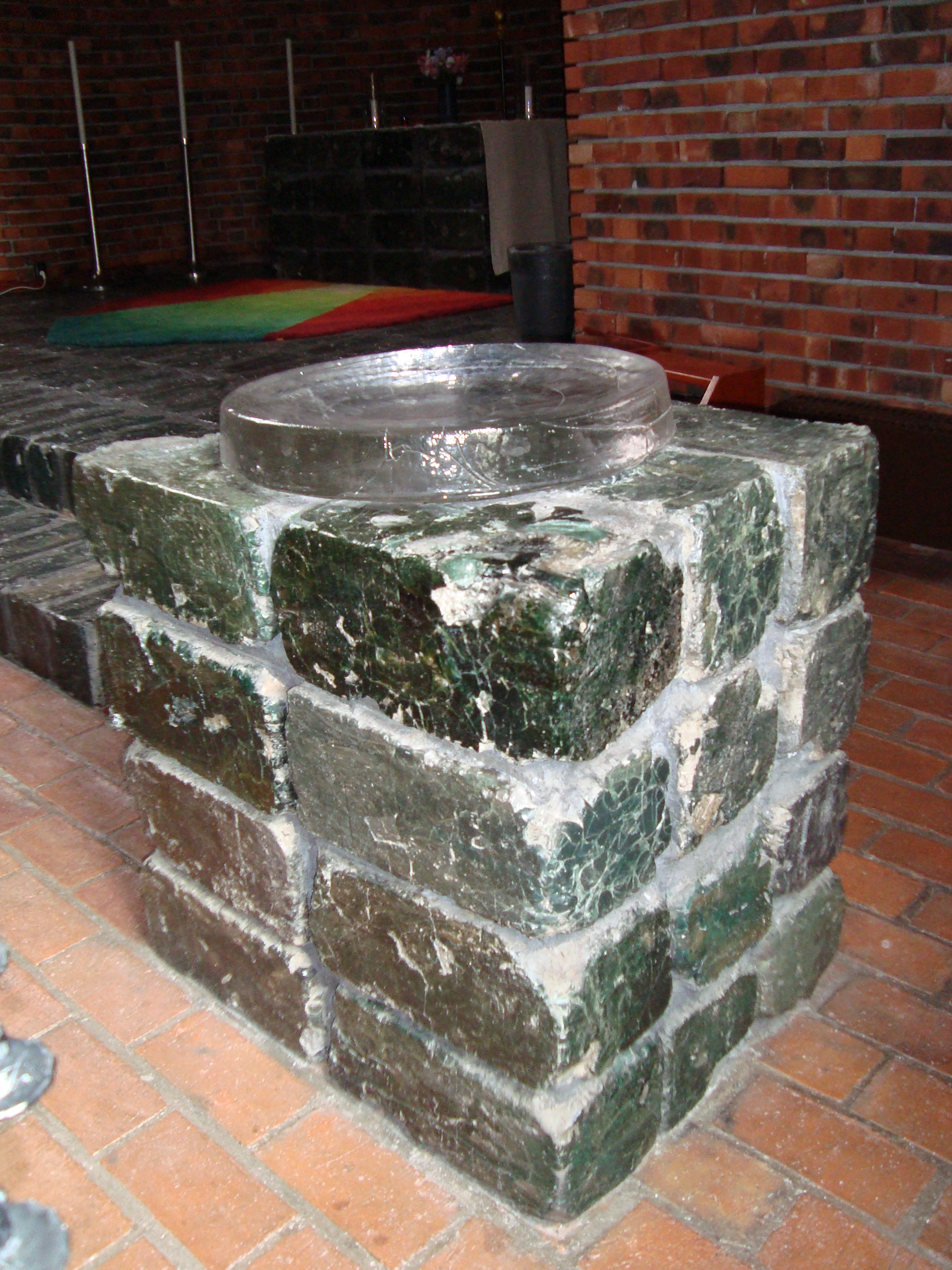
Dopfunt i grönglansig slagg från Vikmanshyttans kyrka.
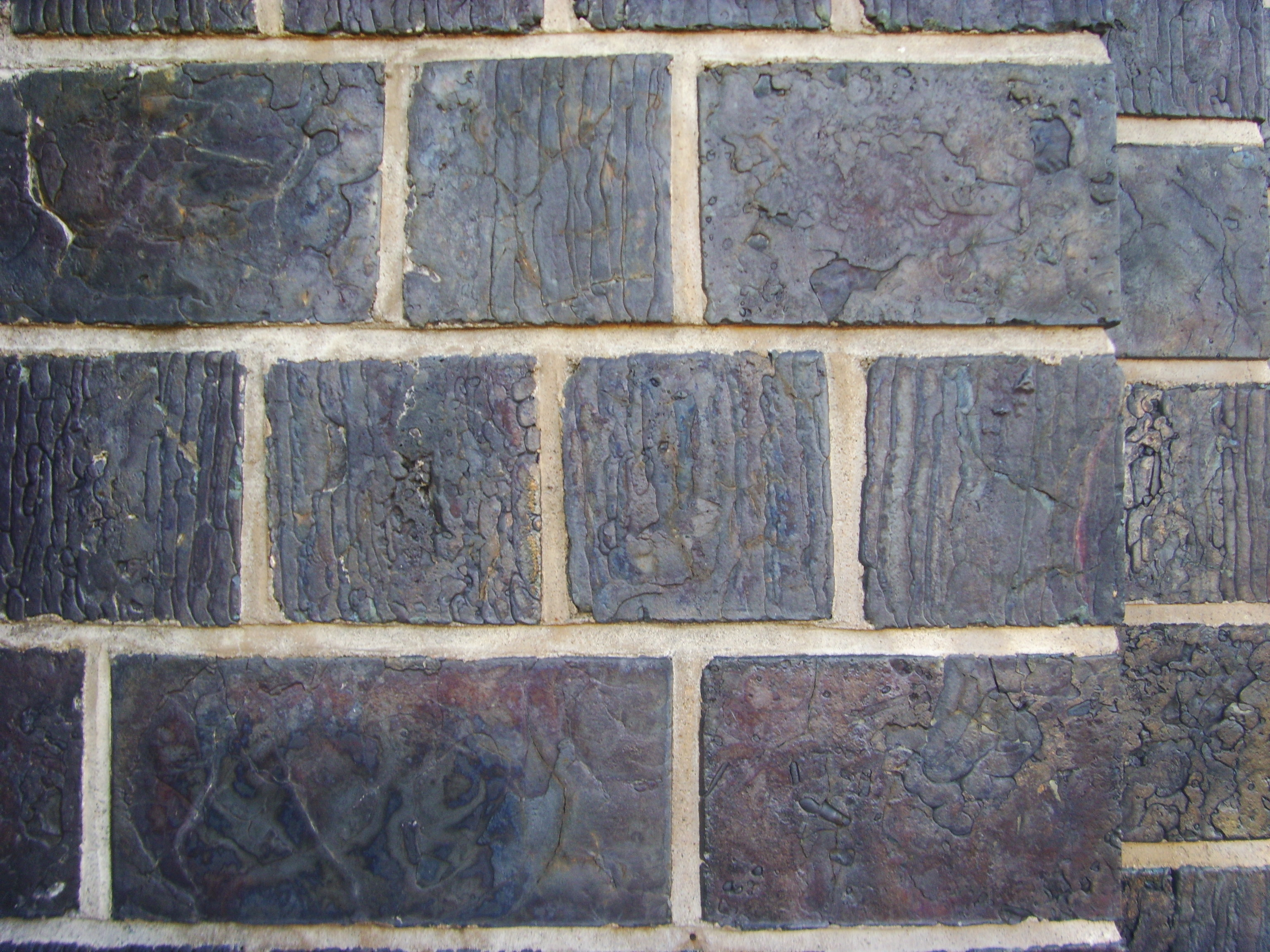
Slagg från vällugn i Boxholms kyrka.

## Källa
- Ur Byggnadskultur nr 4/2000 Ann Marie Gunnarsson
- Gunnarsson, AnnMarie; Peter Nyblom (2016). Slaggsten och slagghus : unika kulturskatter. Stockholm: Balkong Förlag. sid. 2015. ISBN 9789185581900